# Ganophyllum
Ganophyllum es un género con cuatro especies de plantas de flores perteneciente a la familia Sapindaceae. 

## Especies seleccionadas
- Ganophyllum africanum
- Ganophyllum falcatum
- Ganophyllum giganteum
- Ganophyllum obliquum